# マクサンス・ラクロワ
マクサンス・ラクロワ（Maxence Lacroix, 2000年4月6日 - ）は、フランス・ヴァル＝ド＝マルヌ県ヴィルヌーヴ＝サン＝ジョルジュ出身のサッカー選手。クリスタル・パレスFC所属。ポジションはDF。

## クラブ経歴
ユース時代は数々のチームを渡り歩き、2015年にFCソショー＝モンベリアルと契約。2017年にチームIIに昇格し、翌年トップチームに昇格。12月22日のリーグ・ドゥ (2部リーグ)のFCロリアン戦でトップチームデビュー。
2020年8月25日、VfLヴォルフスブルクと4年契約を締結。加入1年目から先発に定着し、2020-21シーズンのヴォルフスブルクの躍進に貢献。2021年2月27日のヘルタ・ベルリン戦ではプロ初ゴールを記録。チームは同シーズン4位に入り、久々の上位進出に貢献。シーズン終了後にはチェルシーFCやトッテナム・ホットスパーFCにボルシア・ドルトムントなどが、ラクロワの獲得を検討していると報じられた。
2024年8月30日、クリスタル・パレスFCに移籍した。

## 代表経歴
2016年から各ユース世代のフランス代表に招集されている。

## 人物
- 父はグアドループ出身の医師で、母も看護師だという[要出典]。